# Helene Winterstein-Kambersky
Helene Winterstein-Kambersky, geb. Vierthaler (* 13. März 1900 in Wien; † 6. Dezember 1966 in der Hinterbrühl) war Sängerin und Erfinderin der ersten wasserfesten Wimperntusche der Welt.
Helene Winterstein-Kambersky entstammt einer alten Musikerfamilie. Sie war die Ururenkelin des Salzburger Komponisten und Begründers des österreichischen Volksschulwesen Michael Vierthaler, der bei Mozarts Vater Leopold und Joseph Haydn Musik studierte sowie Förderer von Franz Schubert war, dem er auch eine Hymne widmete.

## Karriere als Sängerin
Ihre Gesangskarriere begann in den frühen Zwanzigern des 20. Jahrhunderts. Sie war Schülerin von Lilli Lehmann, der Opernsängerin und Gesangspädagogin aus Salzburg. Durch ihre feinen und dramaturgisch hoch entwickelten Liedinterpretationen von Komponisten wie Mozart, Franz Schubert bis Wolf und Pfitzner war sie vielfache Preisträgerin internationaler Gesangswettbewerbe. 1937 war Helene Winterstein-Kambersky die erste Frau, die vor verdunkeltem Zuhörerraum sang. Ihr Künstlername als Sängerin war Nussy.

## Kosmetikunternehmerin
Durch eine Bleivergiftung in den 1920er Jahren auf den Rollstuhl angewiesen, erfand sie parallel zu ihrer Gesangskarriere die erste wasserfeste Mascara der Welt. Nach etwa zweitausend Versuchen machte sie die patentierte Rezeptur unter dem Namen La Bella Nussy weit über die Grenzen Österreichs bekannt. 1936 gründete Helene Winterstein-Kambersky ein Kosmetikunternehmen, das bis heute in Familienbesitz ist und die Rezeptur fast unverändert produziert. Sie besteht heute in ihrer schwarzen Farbvariante aus Wasser, gebleichtem Bienenwachs, einem nicht allergen, mutagen, karzinogen, oder teratogenem Kohlenwasserstoffgemisch, Leinsamenöl, Rizinusöl, und dem Lebensmittelfarbstoff Eisenoxidschwarz (E 172). Es handelt sich daher im Gegensatz zur überwiegenden Mehrheit heute üblicher Mascara nicht um Tusche, sondern um eine Creme; das heißt, dass sie nach dem Auftragen nicht vollständig aushärtet, wodurch die Wimpern einen Teil ihrer Flexibilität behalten. Auch die Produktgestaltung orientiert sich zum Teil am historischen Original, insbesondere werden nach wie vor Tuben mit Spirale verkauft, welche die Vorläufer der heute üblichen Rundbürsten darstellen.
Eine Sonderbriefmarke zu Ehren der erfinderischen und unternehmerischen Leistung Helene Winterstein-Kamberskys wird seit 2013 von der österreichischen Post ausgegeben.